# Mykoła Łebed´

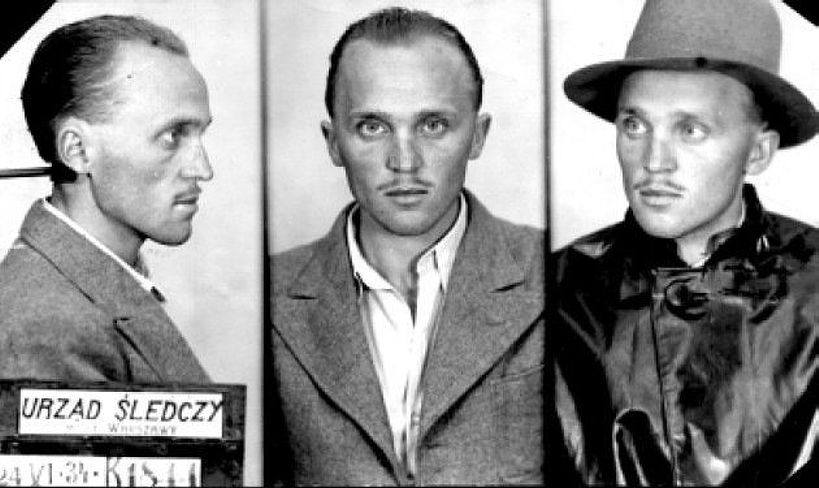
Mykoła Łebed po aresztowaniu przez Policję Państwową za działalność antypaństwową w związku z zabójstwem Bronisława Pierackiego. 24 czerwca 1934.

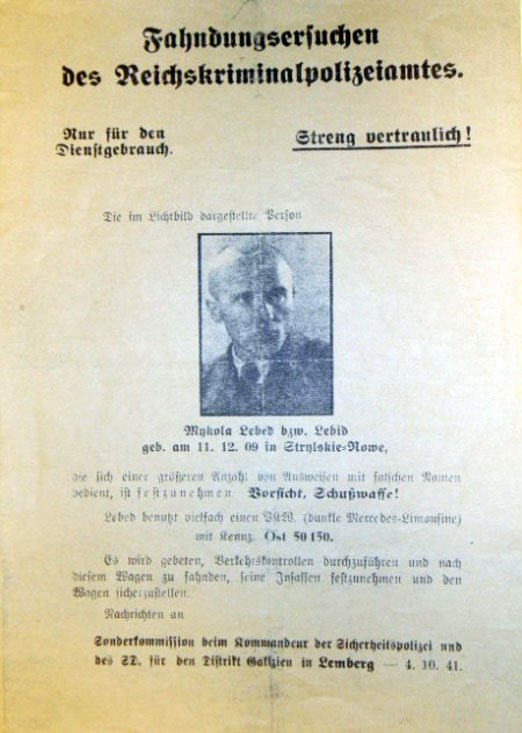
List gończy Gestapo za Mykołą Łebediem 1941

Mykoła Łebed´, ukr. Микола Лебедь, ps. Maksym Ruban, Marko, Jewhen Skiba (ur. 11 grudnia 1909 w Strzeliskach Nowych, zm. 18 lipca 1998 w Pittsburghu) – ukraiński działacz nacjonalistyczny, pierwszy szef Służby Bezpeky (1940–1941), pełniący obowiązki prowidnyka OUN-B (wrzesień 1941 - kwiecień 1943).

## Życiorys
Syn krawca, absolwent ukraińskiego gimnazjum akademickiego we Lwowie. W latach 1932–1934 łącznik Krajowej Egzekutywy OUN z Prowodem i zagranicą. Jeden z organizatorów zamachu na ministra Bronisława Pierackiego. Po zamachu uciekł przez Wolne Miasto Gdańsk do Niemiec, aresztowany po zejściu ze statku w Szczecinie i wydany władzom polskim na osobiste polecenie kanclerza Rzeszy Adolfa Hitlera, bez formalnego wniosku ekstradycyjnego ze strony Polski. Przewieziono go specjalnym samolotem do Warszawy. Po rozpoczętym 18 listopada 1935 procesie Łebed´, obok Stepana Bandery, wyrokiem sądu okręgowego w Warszawie z 13 stycznia 1936 został skazany na karę śmierci, którą na mocy amnestii zamieniono na karę dożywotniego pozbawienia wolności oraz na utratę praw publicznych i obywatelskich honorowych na zawsze.
5 września 1939 uciekł z transportu ewakuacyjnego więźniów w Siedlcach. Od listopada 1939 do marca 1940 był komendantem szkoły wywiadowczo-dywersyjnej, założonej przez Abwehrę z inicjatywy OUN w Zakopanem. Po rozłamie w OUN w roku 1940 został pierwszym szefem powstałej wówczas Służby Bezpeky i delegatem do pertraktacji z władzami III Rzeszy. Funkcję szefa SB sprawował do marca 1941, kiedy to zastąpił go Mykoła Arsenycz.
Grzegorz Rossoliński-Liebe twierdzi, że Łebed´ koordynował układanie listy proskrypcyjnej profesorów lwowskich, którzy w lipcu 1941 zostali aresztowani i rozstrzelani przez Niemców.
Po ataku Niemiec na ZSRR i ogłoszeniu 30 czerwca 1941 roku przez działaczy OUN-B deklaracji niepodległości Ukrainy, minister bezpieczeństwa w powołanym wówczas rządzie Jarosława Stećki, do aresztowania całego składu rządu przez Gestapo 11 lipca 1941 roku. Sam aresztowania uniknął, przechodząc do konspiracji. Po aresztowaniu 15 września 1941 roku przez Gestapo Lwa Rebeta, objął funkcję pełniącego obowiązki prowidnyka OUN-B, działając w podziemiu. Było to zgodne z ustaleniami prowodu OUN-B z 10 lipca 1941 roku, co do kolejności przejęcia władzy w organizacji w przypadku niemieckich aresztowań. 4 października 1941 roku dowództwo SS i policji na Dystrykt Galicja wydało za Łebediem list gończy. Niemcy aresztowali matkę Łebedia, jego żonę z dzieckiem i siostrę.
Organizator trzech kolejnych konferencji OUN-B (1941-1943). 13 maja 1943 roku władzę nad OUN-B w miejsce Łebedia (p.o. prowidnyka krajowego) przejął kolegialnie (jako Biuro Prowodu) – triumwirat: Zynowij Matła, Dmytro Majiwski i Roman Szuchewycz, ten ostatni jako p.o. głównego prowidnyka. Odbyło się to w trybie quasi-zamachu stanu pod nieobecność Łebedia, który opuścił naradę kierownictwa OUN.
Według Czesława Partacza i Timothy'ego Snydera odpowiedzialny za rzeź wołyńską. Według Tarasa Borowecia w kwietniu 1943 miał mu złożyć propozycję przyłączenia się do "oczyszczania" terenu z Polaków. Grzegorz Motyka zauważa jednak, że w sierpniu 1943 r. na III zjeździe OUN (B) Łebed´ wraz z Mychajłem Stepaniakiem krytykował delegację OUN (b) z Wołynia za „bandyckie działania przeciwko polskiej ludności”.
W latach 1941–1944 Łebed´ kierował ze strony OUN-B rozmowami z Delegaturą Rządu na Kraj i Armią Krajową. W roku 1944 Łebed´ był współtwórcą UHWR i sekretarzem generalnym do spraw zagranicznych UHWR. W tym charakterze kierował rozmowami z Węgrami i pośredniczył w rozmowach UPA z Niemcami.
Po zakończeniu Wielkiego Zjazdu UHWR (11- 15 lipca 1944 roku) Łebed´ został wysłany na Zachód na czele misji zagranicznej OUN-B i UHWR (pod nazwą Zagraniczne Przedstawicielstwo UHWR). Jej zadaniem było nawiązanie kontaktów zagranicznych dla uzyskania poparcia międzynarodowego dla podziemia na Ukrainie. Obok Łebedia w skład misji wchodzili o. Iwan Hrynioch, Łew Szankowskyj i Myrosław Prokop (oprócz tego dwie radiotelegrafistki i personel pomocniczy. Równolegle do Szwajcarii wysłany został Jewhen Wreciona.
W 1946 na emigracji we Włoszech próbował wraz z Iwanem Hryniochem nawiązać pierwsze kontakty ze Strategic Services Unit (wywiadem USA), próby te zakończyły się jednak niepowodzeniem. W tym czasie Łebed´ napisał książkę pt. UPA (opublikowaną w 1946), uznaną przez m.in. Ihora Iljuszyna za tendencyjną na rzecz UPA, w której „wybielał” swoją wojenną przeszłość. W lipcu 1947 kontrwywiad Armii Stanów Zjednoczonych (CIC) w Rzymie przyjął propozycję współpracy Łebedia, który zobowiązał się do informowania o ukraińskich grupach emigracyjnych, sowieckiej działalności w amerykańskiej strefie okupacyjnej i bardziej ogólnych informacji o Sowietach i Ukraińcach. Współpraca została nawiązana mimo zawartych w raporcie CIC opinii źródeł informacji, określających Łebedia jako znanego sadystę i niemieckiego kolaboranta. Od grudnia 1947 roku przebywał w Monachium w amerykańskiej strefie okupacyjnej Niemiec, przeniesiony tam wraz z rodziną przez CIC, dla uniknięcia możliwości wysunięcia przez ZSRR wobec Włoch żądania ekstradycji Łebedia, wobec zakończenia w grudniu 1947 amerykańskiej okupacji Włoch.
W roku 1948 po nasileniu „zimnej wojny” w czasie rozpoczętej przez ZSRR blokady Berlina i wobec groźby wybuchu wojny w Europie, grupa ukraińskiej emigracji skupiona wokół Iwana Hryniocha i Mykoły Łebedia została uznana przez CIA za najbardziej nadającą się do pracy konspiracyjnej (w przeciwieństwie do innych frakcji, w tym skupionej wokół Stepana Bandery). Poprzez grupę Łebedia CIA, w ramach operacji o kryptonimie CARTEL, przemianowanej później na AERODYNAMIC, wspierała ukraińskie podziemie dostarczając mu pieniądze, materiały, nadajniki radiowe, prowadząc szkolenia oraz zrzucając drogą lotniczą przeszkolonych agentów. Operacja trwała w latach 1948-1953 i zakończyła się fiaskiem wobec przechwycenia zrzuconych agentów przez MGB. Hrynioch pozostał w Monachium, zaś Łebed´ został w 1949 roku przeniesiony do Nowego Jorku. Udzielono mu prawa stałego pobytu w USA, przekształconego później w amerykańskie obywatelstwo. Obywatelstwo otrzymał po osobistej interwencji zastępcy dyrektora CIA d.s operacyjnych (od sierpnia 1951) Allena Dullesa, gdyż z uwagi na działalność w czasie wojny Łebed´ został początkowo uznany przez Immigration and Naturalization Service za przypadek do deportacji.
W USA kierował w latach 1952–1974 Instytutem Badawczo-Wydawniczym Prolog z siedzibą w Nowym Jorku, m.in. wydawcą miesięcznika Suczasnist. Łebed´ korzystał z ochrony CIA, które finansowało Instytut, będący placówką analiz sytuacji na Ukrainie sowieckiej i ośrodkiem propagandy antysowieckiej i antykomunistycznej. Instytut wspierał także ukraińskie koła naukowe na emigracji, wydawał ukraińską literaturę i nacjonalistyczną prasę, którą rozpowszechniano później w USRR. W latach 80. kryptonim AERODYNAMIC, którym była objęta działalność Prologu, został zmieniony na QRDYNAMIC, później na PDDYNAMIC i wreszcie na QRPLUMB. W roku 1977 doradca d.s bezpieczeństwa narodowego prezydenta Cartera Zbigniew Brzeziński pomógł rozszerzyć program na inne narodowości ZSRR, w tym Żydów sowieckich. Finansowanie Prologu zostało zakończone w 1990 r., wobec załamania w Europie Środkowo-Wschodniej systemu satelickich państw podporządkowanych ZSRR (Jesień Ludów), w czasie trwającego rozpadu ZSRR i u progu jego ostatecznego upadku. Ostatnią wypłatę Prolog otrzymał w kwocie 1,75 mln USD, od 1990 kontynuował działalność na własny rachunek.
W 1975 roku Łebed´ przeszedł na emeryturę, pozostając doradcą i konsultantem Prologu i Zagranicznego Przedstawicielstwa UHWR. Jeszcze w 1991 roku był uznawany przez CIA za cennego współpracownika.
W 1985 roku General Accounting Office Kongresu umieściło nazwisko Łebedia na liście nazistów i ich kolaborantów, którzy osiedlili się w USA dzięki pomocy amerykańskiego wywiadu, a Office of Special Investigations (OSI) w Departamencie Sprawiedliwości wszczęło w jego sprawie śledztwo. CIA obawiając się, że publiczne dochodzenie przeciw Łebediowi skompromituje projekt Prologu, a niemożność zapewnienia mu ochrony wywoła wzburzenie ukraińskiej emigracji, zaprzeczyło jakimkolwiek związkom Łebedia z III Rzeszą, podnosząc argument że był ukraińskim bojownikiem o wolność. Jeszcze w 1991 roku CIA próbowało zniechęcić OSI do występowania o dowody przeciwko Łebediowi do władz Niemiec, Polski i ZSRR. Ostatecznie OSI umorzyło śledztwo nie będąc w stanie przedstawić konkretnych dokumentów przeciw Łebediowi.
Członek zagranicznego przedstawicielstwa UHWR, współpracownik Lwa Rebeta. Jego żoną była Daria Hnatkiwska, skazana za udział w zamachu na Bronisława Pierackiego.
Pochowany na cmentarzu South Bound Brook w Bound Brook, New Jersey, jego archiwalia zostały złożone w Harvard Ukrainian Research Institute Uniwersytetu Harvarda. Wiarygodność tych dokumentów kwestionują Per Anders Rudling i John-Paul Himka, którzy twierdzą, że zbiór ten stanowią w znacznej części kopie wykonane w latach 50. przez otoczenie Łebedia z intencją usunięcia niewygodnych fragmentów dotyczących lat 1941–1942 i dowodów kolaboracji OUN z III Rzeszą oraz jej antysemityzmu.